# Martin van Vianen
Martin van Vianen  (Scheveningen, 24 maart 1941) is een Nederlands voormalig profvoetballer die onder contract stond bij ADO en Holland Sport. Hij speelde als doelman. Na zijn actieve carrière werd hij trainer van onder andere Telstar en FC Den Haag.

## Loopbaan als doelman
Van Vianen werd geboren en groeide op in Scheveningen. Hij begon met voetballen bij VDV, dat na een fusie in 1954 doorging onder de naam De Flamingo's. Op zijn zeventiende werd hij gevraagd om mee te komen spelen met ADO. Van Vianen speelde acht seizoenen bij ADO en viel op vanwege zijn lengte van 1 meter 98, wat hem de bijnaam De Lange opleverde. Onder trainer Rinus Loof werd hij uiteindelijk eerste keeper. De ploeg presteerde echter middelmatig en eindigde deze jaren steevast onder in de middenmoot van de Eredivie. In 1962 werd Ernst Happel aangesteld als trainer. Hoewel Van Vianen in het seizoen 1963/64 uiteindelijk het vertrouwen van de trainer gewonnen leek te hebben, trok de club in de zomer van 1964 Ton Thie aan van Hermes DVS. Van Vianen verloor zijn basisplaats aan Thie, die uiteindelijk tot 1977 de vaste doelman van de club zou blijven.
In 1966 stapte Van Vianen voor 100 duizend gulden over naar Holland Sport, waar hij in vijf seizoenen 48 wedstrijden speelde. In 1968 promoveerde hij met de club naar de Eredivisie. In de allesbepalende wedstrijd tegen SC Cambuur scoorde Van Vianen de beslissende penalty. De club verbleef nog drie jaar in de Eredivisie voor hij fuseerde met ADO tot FC Den Haag. In augustus 1970 moest Van Vianen door een ernstige knieblessure zijn actieve carrière afsluiten.

## Loopbaan als trainer
Na zijn actieve carrière werd Van Vianen trainer, aanvankelijk bij diverse amateurclubs.
In 1978 werd Van Vianen trainer in het betaald voetbal bij eerste divisie-club Telstar. Bij Telstar was hij getuige van het bizarre mesincident rond speler Fred Bischot. Van Vianen bleef twee jaar bij Telstar, tot half 1980. In zijn 1e seizoen, 1978/79 kwalificeerde Telstar zich voor de nacompetitie, Willem II won de nacompetitie echter van Telstar, FC Groningen en Fortuna SC. Willem II promoveerde naar de eredivisie, naast kampioen Excelsior.
In de zomer van 1980 werd Van Vianen benaderd door FC Den Haag, maar een aanstelling liep mis op de salariseisen van Van Vianen, die 100 duizend gulden vroeg, terwijl hij wist dat zijn concurrent Hans Kraay sr. een salaris van 125 duizend gulden was toegezegd. Van Vianen koos uiteindelijk voor FC Vlaardingen '74. In november van dat jaar meldde FC Den Haag zich opnieuw bij Van Vianen. Kraay had zijn contract ingeleverd, omdat hij te maken had met hartklachten en oud-trainer Piet de Zoete was tijdelijk voor de groep gezet. Ditmaal kwam het wel tot een akkoord. Van Vianen eindigde in zijn eerste seizoen op een teleurstellende 14e plaats. Nadat de ploeg in het seizoen erop, waarin de club uiteindelijk voor het eerst in zijn geschiedenis zou degraderen door als 17e van de 18 eredivisieclubs te finishen, geen herstel vertoonde werd van Vianen in februari 1982 uit zijn functie gezet, en opgevolgd door Cor van der Hart.
Hierna trainde hij nog in het amateurvoetbal en had een reclame-acquisitiebedrijf. In 1990 stopte hij als trainer, maar keerde in 1994 terug in de voetbalwereld als scout voor RCD Mallorca. Van 1996 tot 2002 bekleedde hij de functie van hoofdscout bij SC Cambuur. Die baan combineerde hij met het verzorgen van de keeperstrainingen bij de club. In 2002 stapte hij over naar Feyenoord, waar hij wederom bij de scouting betrokken was. In 2004 stopte hij als scout.
Tegenwoordig is Van Vianen commentator bij het televisieprogramma Vak-W van TV West en lid van de ledenraad van ADO Den Haag.

## Bekerfinales
| Jaar | Winnaar     | Uitslag      | Finalist |
| ---- | ----------- | ------------ | -------- |
| 1959 | VVV-Venlo   | 4–1          | ADO      |
| 1963 | Willem II   | 3–0          | ADO      |
| 1964 | Fortuna '54 | 0–0 ns (4–3) | ADO      |
| 1966 | Sparta      | 1–0          | ADO      |

## Carrièrestatistieken
| Seizoen         | Club            | Land            | Competitie      | Competitie | Competitie | Beker | Beker | Internationaal | Internationaal | Overig | Overig | Totaal | Totaal |
| Seizoen         | Club            | Land            | Competitie      | Wed.       | Dlp.       | Wed.  | Dlp.  | Wed.           | Dlp.           | Wed.   | Dlp.   | Wed.   | Dlp.   |
| --------------- | --------------- | --------------- | --------------- | ---------- | ---------- | ----- | ----- | -------------- | -------------- | ------ | ------ | ------ | ------ |
| 1958/59         | ADO             | Nederland       | Eredivisie      | 1          | 0          | –     | 0     | –              | –              | 0      | 0      | –      | 0      |
| 1959/60         | ADO             | Nederland       | Eredivisie      | 11         | 0          | –     | –     | –              | –              | 0      | 0      | 11     | 0      |
| 1960/61         | ADO             | Nederland       | Eredivisie      | 4          | 0          | –     | 0     | –              | –              | 0      | 0      | –      | 0      |
| 1961/62         | ADO             | Nederland       | Eredivisie      | 11         | 0          | –     | 0     | –              | –              | 0      | 0      | –      | 0      |
| 1962/63         | ADO             | Nederland       | Eredivisie      | 15         | 0          | –     | 0     | –              | –              | 0      | 0      | –      | 0      |
| 1963/64         | ADO             | Nederland       | Eredivisie      | 30         | 0          | –     | 0     | –              | –              | 0      | 0      | –      | 0      |
| 1964/65         | ADO             | Nederland       | Eredivisie      | 8          | 0          | –     | 0     | –              | –              | 0      | 0      | –      | 0      |
| 1965/66         | ADO             | Nederland       | Eredivisie      | 7          | 0          | –     | 0     | 0              | 0              | 0      | 0      | –      | 0      |
| 1966/67         | Holland Sport   | Nederland       | Eerste divisie  | –          | 0          | –     | 0     | –              | –              | 0      | 0      | –      | 0      |
| 1967/68         | Holland Sport   | Nederland       | Eerste divisie  | –          | 1          | –     | 0     | –              | –              | 0      | 0      | –      | 1      |
| 1968/69         | Holland Sport   | Nederland       | Eredivisie      | –          | 0          | –     | 0     | –              | –              | 0      | 0      | –      | 0      |
| 1969/70         | Holland Sport   | Nederland       | Eredivisie      | –          | 0          | –     | 0     | –              | –              | 0      | 0      | –      | 0      |
| Carrière totaal | Carrière totaal | Carrière totaal | Carrière totaal | –          | 1          | –     | 0     | 0              | 0              | 0      | 0      | –      | 1      |

## Erelijst
ADO
| Nationaal      |    |         |
| Eerste divisie | 1x | 1967/68 |

## Trivia
- In het nummer O, o, Den Haag van Harry Klorkestein wordt Van Vianen samen met ploeggenoot Theo van der Burch aangehaald in de regel "Lekkâh kankere op Theo van den Burch en die lange Van Vianen, want bij elke lage bal dan dook die eikel er steevast over heen!".[2]